# アニマル梯団
アニマル梯団（あにまるていだん）は、おさるとコアラが組んでいたお笑いコンビ。浅井企画所属。1991年に結成し、2000年に解散したが、番組での企画がきっかけで、2008年と2014年に1日限りでコンビを復活させた。

## メンバー
おさる（本名：大森 晃（おおもり あきら）1968年9月19日 - ）
大阪府摂津市出身。血液型はAB型。身長173cm（公称）。ボケ担当。
関西創価高等学校、創価大学卒業。
スポーツ万能であり、『スポーツマンNo.1決定戦』では、本名の「大森晃」名義で出演することもある。
2004年、芸名を「モンキッキー」に改名するも、2012年に元の芸名へ戻す。2017年に再びモンキッキーに改名し、2020年に再度おさるに改名した。
コアラ（本名：宮谷 信也（みやたに しんや）1969年2月7日 - ）
大阪府堺市出身。血液型はB型。身長167cm。ツッコミ担当。
関西創価高等学校卒業、創価大学中退。

2004年、芸名を「ハッピハッピー。」に改名するも、2012年、元の芸名へ戻す。

## 経歴
- 共に関西創価高校時代からの同級生で、1991年4月、大学の同期生でもあった2人でコンビを結成した。コンビ名の由来は、高校時代に体育祭で組んでいたチーム名から。
- 1994年にスタートした『タモリのSuperボキャブラ天国「ザ・ヒットパレード」』へ出演した。キャッチフレーズは、野性の咆哮（おたけび）。
- 1999年11月28日、コアラが三原じゅん子と結婚した。（2000年1月に発表）これを機に、コアラは三原の所属事務所に単独で移籍した。
- 2000年、コンビ解散。以降、それぞれピンでの活動を始める（ただし、おさるは一時期「おさる＆おかん - ウェイバックマシン（2006年1月12日アーカイブ分）」として、コアラはDual Dreamの小島健二らと「江戸フィッシュ」というバンドでも活動していた）。事実上、コアラが三原に走っただけというのが実情であり、お笑いコンビが解散する理由として多く見られるコンビ仲が悪い訳ではない（2003年5月9日に『笑っていいとも!』の「テレフォンショッキング」出演時には「今でも仲がいい」と話していた）。
- 偶然にもコンビ解散後、後に2人とも細木数子の発言により芸名を変えることになるが、前述の通りおさるは2012年11月に元の芸名に戻していた。
- 2008年9月28日、『タモリのボキャブラ天国 大復活祭スペシャル!!』で1夜限りのコンビ再結成を果たした。
- 2014年、『SMAP×SMAP』にVTR出演し、再び結成してコントを披露した。
- 解散後、ニコジョッキーの番組「モロわん」でコアラとおさるは共演している。
- 2024年1月24日放送の『くりぃむナンタラ』におさるが出演した際、結成16年以上の漫才師を対象とした賞レース『THE SECOND』に「アニマル梯団」として出場したい旨を述べている[1]。同番組内でおさるはコアラに出場打診の電話をしたものの、コアラは電話に出なかった。

## 主なコンビとしての出演番組
- 元旦まで感動生放送!史上最大39時間テレビ「ずっとあなたに見てほしい 年末年始は眠らない」（TBS）
- UN FACTORY カボスケ（フジテレビ系）
- Mars TV（フジテレビ系）
- ボキャブラ天国（フジテレビ系） - キャッチコピーは「野性の咆哮」
- さんまのナンでもダービー（テレビ朝日）
- 加トちゃんマチャミのお台場CHA・CHA!!（フジテレビ系・NHK BS2）
- いろもん貳（1998年10月15日、日本テレビ系） - ゲスト出演
- パチンコTV アニマル梯団のぎんだまっ!（TVQ九州放送）
- 森田一義アワー 笑っていいとも!（1998年10月 - 1999年9月、フジテレビ系）
- 新春かくし芸大会（2000年、フジテレビ系）

## 舞台
- 『萩本欽一奮闘喜劇公演』（1998年12月、新宿コマ劇場）

## エピソード
- 「ボキャブラ天国」シリーズには「ヒットパレード」時代から「黄金ボキャブラ天国」までレギュラー出演した。最強王座決定戦では9位に終わった。「超ボキャブラ」時代には1度キングに輝いているが、ドリームチームとして登場したガチャピン・ムックに4対20で大敗し大座布団は獲得できなかった。